# Artan Hoxha
Artan Hoxha (ur. 1960 w Tiranie) – albański prokurator.

## Życiorys
W 1983 roku ukończył studia prawnicze na Uniwersytecie w Tiranie. W 1995 roku ukończył studia podyplomowe z zakresu Konwencji Rady Europy w dziedzinie prawa karnego na Uniwersytecie w Lejdzie.
Karierę zawodową rozpoczął w Prokuraturze Rejonowej w Lushnji, a następnie pracował w Prokuraturze Generalnej. W latach 1992–1994 pracował w wydziale kodyfikacji prawa w Ministerstwa Sprawiedliwości, której w latach 1997-1999 był dyrektorem.
W latach 1999–2008 był sędzią Sądu Najwyższego.
Od 2004 roku jest ekspertem w dziedzinie sądownictwa karnego w Radzie Europy.
W 2005 roku uzyskał tytuł magistra nauk prawnych, a w 2009 roku stopień doktora prawa karnego. W 2010 roku otrzymał tytuł profesora, w 2020 został wybrany rektorem Uniwersytetu Tirańskiego.